# Stanisław Tkaczyk
Stanisław Tkaczyk – profesor nauk technicznych w zakresie metaloznawstwa i kwalitologii.
Specjalista w zakresie zarządzania, zwłaszcza jakością, inżynierii materiałowej w tym opakowalnictwa, jest autorem ponad 500 publikacji naukowych zwartych i artykułów, patentów oraz prac o charakterze naukowo-badawczym w wymienionych dziedzinach. Jest promotorem 21 prac doktorskich oraz ponad 400 prac magisterskich i inżynierskich, jak i w postępowaniach do stanowiska i tytułu profesora. 

## Działalność

### Działalność zawodowa, członkostwa w instytucjach i organizacjach rządowych, naukowych
- Polska Izba Opakowań
  - 2001-2022 – Prezes
  - 2023-2026 – Prezes honorowy[1]
- Polski Komitet Normalizacyjny (PKN)
  - Członek Rady Normalizacyjnej
- Krajowa Izba Gospodarcza (KIG)
  - Członek Rady Krajowej
  - Przewodniczący Komitetu Jakości i Normalizacji
- Klub POLSKIE FORUM ISO 9000
  - od 1991 r. – Przewodniczący Rady Programowej[2]
  - od 2007 r. – Członek Honorowy
- Fundacja Qualitas
  - od 2016 r. – Członek Kapituły Konkursu "Ikar Jakości" im. Romualda Kolmana
- Centralny Ośrodek Badawczo-Rozwojowey Opakowań (COBRO)
  - 2001-19 – Dyrektor
- Polska Nagroda Jakości
  - Członek Prezydium
- Instytut Organizacji i Zarządzania w Przemyśle „Orgmasz”
  - Przewodniczący Rady Programowej
- Polska Akademia Nauk (PAN)
  - Członek Komisji Towaroznawstwa i Jakości
  - Przewodniczący Rady Normalizacyjnej
  - Przewodniczący Komisji Hutnictwa
- Project Umbrella - ONZ
  - Przewodniczący Rady Programowej
- Polski Rejestr Statków
  - Wiceprzewodniczący Rady Technicznej
- Ministerstwo Rozwoju
  - Członek Rady Programowej Programu Promocji Jakości Ministerstwa Gospodarki
- Polskie Centrum Badań i Certyfikacji (PCBC)
  - Przewodniczący Komitetu Technicznego ds. Certyfikacji Systemów
  - Członek Krajowej Rady ds. Badań i Certyfikacji

### Uczelnie
- Politechnika Warszawska
- Politechnika Śląska
- Politechnika Kijowska
- Akademia Górniczo-Hutnicza w Krakowie
- Wyższa Szkoła Logistyki w Poznaniu

### Studia i staże zagraniczne
- 1967 – staż dyplomowy, Moskiewski Instytut Stali i Stopów, Centralny Instytut Metalurgii Żelaza, Moskwa, ZSRR
- 1978-80 – staż habilitacyjny, Politechnika Kijowska, Instytut Fizyki Metali, Kijów, ZSRR
- 1985 – profesor wizytujący, Politechnika Kijowska
- 1992 – staż w zakresie problematyki jakości British Standard Institution, Milton, Wielka Brytania
- 1998 – staż w zakresie problematyki jakości UE SINCO (Ministerstwo Gospodarki, Mediolan) Rzym, Włochy, IPQ, Lizbona, Porto, Portugalia
- 2000 – staż w zakresie problematyki jakości The Association for Overseas Technical Cooperation (AOTC), Tokio, Japonia.

## Nagrody, wyróżnienia, odznaczenia
- Złoty Krzyż Zasługi
- Krzyż Kawalerski Orderu Odrodzenia Polski
- Krzyż Oficerski Orderu Odrodzenia Polski
- Laureat Honorowej Polskiej Nagrody Jakości
- Finalista konkursu "Znakomity Przywódca" Polskiej Nagrody Jakości w 2011 r.[3]
- Laureat "Złotej Kredy" Politechniki Warszawskiej w kategorii Najlepszy wykładowca w 2015 r.[4]

## Publikacje
- Tkaczyk, S., 2000. Inżynieria jakości a inżynieria materiałowa. Warszawa: Instytut Organizacji i Zarządzania w Przemyśle „Orgmasz” [ISBN: 9788386929764][5]
- Tkaczyk, S. i Kowalska-Napora, E., 2012. Strategia zarządzania jakością. Warszawa: Difin [ISBN:9788376416694][6]